# Ерденьево
Ерденьево — деревня в Рузском районе Московской области, входит в состав сельского поселения Ивановское. Население 3 человека на 2006 год. До 2006 года Ерденьево входило в состав Сумароковского сельского округа.
Деревня расположена на западе района, примерно в 18 километрах к западу от Рузы, у границы с Можайским районом, на правом берегу реки Пожня, высота центра над уровнем моря 194 м, ближайший населённый пункт — деревня Трубицино — в 300 м на северо-запад.